# Don Ray
Donald L. "Don" Ray (Mount Juliet, Tennessee, 8 de julio de 1921-Bowling Green, Kentucky, 23 de noviembre de 1988) fue un jugador de baloncesto estadounidense que disputó una temporada en la NBA. Con 1,96 metros de altura, jugaba en la posición de ala-pívot.

## Trayectoria deportiva

### Universidad
Jugó durante cuatro temporadas con los Hilltoppers de la Universidad de Kentucky Occidental, en una carrera truncada por la Segunda Guerra Mundial, iniciada en 1942 y finalizada en 1948. Además de destacar en baloncesto, lo hizo además en tenis, donde fue campeón estatal en dobles, en golf y en atletismo, logrando también ganar el título estatal en salto de altura. Como jugador de baloncesto capitaneó a su equipo llevándolo a su mejor marca de todos los tiempos, con 28 victorias y dos derrotas, jugando en 1942 la final del NIT. En su última temporada en el equipo fue elegido All-American.

### Profesional
Fue elegido en la undécima posición del Draft de la BAA de 1948 por Philadelphia Warriors, pero sin embargo acabó fichando por Tri-Cities Blackhawks, que jugaban en la NBL, promediando en su primera temporada 7,1 puntos por partido. Al año siguiente el equipo se incorporó a la NBA, y Ray jugaría su única temporada entre los mejores, promediando 6,0 puntos y 1,0 asistencias por partido.
Tras no ser renovado, jugó un año más en los Louisville Alumnites de la NBPL, una liga menor, tras el cual se retiraría definitivamente.

## Estadísticas de su carrera en la NBA

### Temporada regular
| Año     | Equipo     | PJ | TC%  | TL%  | APP | PPP |
| ------- | ---------- | -- | ---- | ---- | --- | --- |
| 1949–50 | Tri-Cities | 61 | .323 | .698 | 1.0 | 6.0 |
| Total   | Total      | 61 | .323 | .698 | 1.0 | 6.0 |

### Playoffs
| Año   | Equipo     | PJ | TC%  | TL%  | APP | PPP |
| ----- | ---------- | -- | ---- | ---- | --- | --- |
| 1950  | Tri-Cities | 3  | .308 | .909 | .0  | 6.0 |
| Total | Total      | 3  | .308 | .909 | .0  | 6.0 |